# طوبال حرجي
طوبال حرجي (الاسم العلمي: Nyssa sylvatica) هو نوع من النباتات يتبع جنس الطوبال من الفصيلة القرانية.